# (536759) 2015 FW40
(536759) 2015 FW40 es un asteroide perteneciente al cinturón de asteroides, región del sistema solar que se encuentra entre las órbitas de Marte y Júpiter.
Fue descubierto el 31 de enero de 2015 por el equipo del telescopio Pan-STARRS desde el observatorio de Haleakala.

## Designación y nombre
Designado provisionalmente como 2015 FW40.

## Características orbitales
2015 FW40 está situado a una distancia media del Sol de 2,665 ua, pudiendo alejarse hasta 3,021 ua y acercarse hasta 2,310 ua. Su excentricidad es 0,133 y la inclinación orbital 13,583 grados. Emplea 1589,21 días en completar una órbita alrededor del Sol.
Los próximos acercamientos a la órbita de Júpiter ocurrirán el 24 de septiembre de 2034, el 25 de noviembre de 2082 y el 19 de mayo de 2165.

## Características físicas
La magnitud absoluta de 2015 FW40 es 17,39.